# 龙舌埔旧址
龙舌埔旧址，位于中国广东省汕尾市海丰县城桥东，彭湃烈士故居门前，为海丰县的一个县级文物保护单位，类型为近现代重要史迹及代表性建筑，公布时间为1963年。
龙舌埔旧址的历史年代为1923-1928年。

## 历史
1923年1月1日，成千上万农民聚集于此庆祝海丰总农会成立。同年3月3日，各区农民群众在此举行万人“新年同乐会”。
5月，总农会召开会员代表大会，有6000多人参加。会议主旨是与地主组织的“粮业维持会”进行斗争。
8月16日，全县两万多名农民在这里集合，形成海丰农运史上著名的“七五农潮”。
1925年3月1日，海丰总农会在这里举行欢迎和慰问周恩来率领的东征军的群众大会。3月起，此处成为海丰农民自卫军军事教练场。
1926年5月1日，海丰县总工会在此宣告成立。
1927年冬，海丰苏维埃政府成立后，在这里举行数万人参加的群众大会，焚烧田契租簿。